# Lamù
Lamù (うる星やつら?, Urusei yatsura, lett. "Quelli del pianeta Uru" o "I tizi della stella Uru") è un manga scritto e disegnato da Rumiko Takahashi, serializzato sulla rivista Weekly Shōnen Sunday di Shōgakukan dal 24 settembre 1978 al 4 febbraio 1987.
Con oltre 35 milioni di copie in circolazione, il manga ha lanciato la carriera di Takahashi e ha ricevuto un'accoglienza positiva da fan e critici di tutto il mondo. Nel 1980 ha vinto il Premio Shogakukan per i manga in entrambe le categorie shōnen e shōjo, e nel 1987 il Premio Seiun come miglior fumetto di fantascienza/fantasy. Nel 1981 diviene una serie della Fuji Television e, nonostante la diffidenza iniziale, il manga diviene un'opera di culto che trasforma Lamù in un'icona della cultura pop. Il manga, tramite vicende comiche e demenziali, fa da specchio alla vita e cultura giapponese, ma è anche una parodia della società contemporanea e del folclore locale.
Dal manga sono stati tratti 34 tankōbon, 195 episodi animati nel formato serie televisiva anime trasmessi per la prima volta dalla TV giapponese il 14 ottobre 1981, sei film e dodici OAV. Un secondo adattamento televisivo a cura di David Production viene trasmesso su Fuji TV a partire dal 14 ottobre 2022.
Il manga è stato pubblicato in italiano prima da Granata Press (aprile 1991 al marzo 1995) e poi da Star Comics (1º febbraio 1997 al 1º gennaio 2001). L'anime, invece, è stato trasmesso da varie TV private e circuiti televisivi a partire dal 1983 fino al 29 settembre 2010.

## Significato del titolo
Il titolo originale è un gioco di parole pressoché intraducibile in altre lingue: urusei è una versione colloquiale e meno formale di urusai (熕い), cioè "chiassoso" o "fastidioso", usata come esclamazione per zittire qualcuno che disturba. Yatsura è anch'essa una forma colloquiale e non troppo garbata per dire "gente", anche con significato di "quelli là", "gentaglia".
Tuttavia, poiché nel titolo la parola urusei è scritta con il kanji 星 (sei), che significa pianeta o stella, il suo significato può essere anche letto come pianeta Uru o stella Uru. In questo modo nasce il gioco di parole del titolo, il cui senso può essere sia "quei tizi chiassosi/fastidiosi", sia "quei tizi del pianeta Uru" o "gente del pianeta Uru". Una possibile, seppur approssimativa, traduzione in italiano potrebbe quindi essere: "Quei rompiscatole della stella Uru". All'interno di alcuni numeri di Shonen Graphic dedicati a Urusei yatsura compare la traduzione in inglese noisy people ("gente rumorosa").
Va inoltre notato che il pianeta (o stella) Uru non viene mai citato nella narrazione, né manga né anime. Non va quindi confuso con il pianeta dal quale la coprotagonista Lamù proviene, che viene più volte citato nella narrazione col nome di Oniboshi (鬼星), traducibile come "Pianeta degli oni".
Nella versione italiana dell'anime, alcune volte capita che, nella scritta Urusei Yatsura che compare prima della pubblicità a metà episodio, vi sia un sottotitolo che spiega come la traduzione più accreditata sia "I tizi molesti della stella Uru". Nella versione italiana del remake del 2022, il titolo ha recuperato parte del significato originale nell'adattamento "Lamù e i Casinisti Planetari".

## Trama
La storia narra le bizzarre avventure di un gruppo di liceali che vivono a Tomobiki, località immaginaria corrispondente al distretto cittadino di Nerima, Tokyo, dove frequentano l'omonimo liceo (il Tomobiki è uno dei giorni che compongono il rokuyō (六曜?), un periodo di sei giorni equivalente come concetto alla nostra settimana utilizzato nel calendario lunisolare giapponese).
Un giorno gli Oni giungono dallo spazio per conquistare la Terra. Tuttavia offrono ai terrestri una possibilità di salvezza: se un essere umano, scelto a caso da un computer, riuscirà a toccare le corna di Lamù (la figlia del capo degli Oni, una bellissima ragazza che indossa soltanto un bikini tigrato) entro dieci giorni la Terra sarà salva. La scelta cade su Ataru Moroboshi, un liceale estremamente sfortunato, stupido e donnaiolo. Molto interessato all'offerta di dover "afferrare" Lamù, Ataru accetta. Durante la gara però Lamù sorprende tutti con la sua capacità di volare, che manda a monte qualsiasi tentativo di Ataru di toccarle le corna. L'ottavo giorno, incredibilmente, Ataru riesce a strapparle il reggiseno del bikini ma non ha la possibilità di raggiungere le corna. Quella notte Lamù tenta di recuperare il suo reggiseno (visto che non ha con sé un costume di ricambio), ma la grande massa di giornalisti intorno a casa Moroboshi la respinge. Il nono giorno di competizione Ataru cerca di sfruttare la debolezza di Lamù che, per coprirsi il seno, è costretta a rallentare. Anche in questo caso però si rivela un osso troppo duro e Ataru viene portato via in barella dopo essere precipitato su un tetto. La situazione è disperata, la popolazione comincia a essere veramente infuriata con Ataru (già dal primo giorno di fallimenti, nell'anime, degli esaltati chiedono la pena di morte per i suoi genitori) e persino i suoi genitori si pentono di averlo messo al mondo. Per dargli il coraggio di rialzarsi e di combattere ancora Shinobu Miyake, la sua fidanzata, gli promette che se vincerà la gara contro Lamù lo sposerà. Rinvigorito, Ataru torna sul percorso di gara per l'ultimo giorno di sfida. Usando il reggiseno come esca riesce finalmente ad attirare Lamù verso di sé e a toccarle le corna: la gara è vinta ma la sfortuna di Ataru, però, muta una vittoria per la Terra in una sconfitta per lui. Tutto contento per la vittoria ottenuta, Ataru esclama che finalmente si può sposare; la dichiarazione viene fraintesa da Lamù che la prende come una proposta di matrimonio, supportata dai giornalisti pettegoli. Ferita dalla situazione, Shinobu rifiuta di ascoltare le spiegazioni del suo ragazzo lasciandolo nelle braccia di Lamù che accetta l'involontaria proposta di Ataru.
Non molto tempo dopo un gruppo di fan accaniti di Lamù (gli stessi che nella serie animata diventeranno dei personaggi fissi conosciuti come "ammiratori di Lamù") costringono Ataru a compiere un improbabile rito per richiamare la ragazza sul pianeta. La loro strana richiesta viene ascoltata soltanto dal pilota di un taxi spaziale che, per portare i ragazzi dal liceo Tomobiki a casa Moroboshi, pretende come compenso le riserve petrolifere della Terra. A questo punto gli "amici" scaricano la colpa su Ataru che viene inevitabilmente odiato dal mondo. La situazione è critica ma può essere sistemata da Lamù che, tornata sulla Terra, propone di pagare il conto della corsa in taxi a patto di stabilirsi dai Moroboshi. Messo all'angolo, senza vie di fuga e con un linciaggio come unica altra alternativa, Ataru è costretto ad accettare la proposta di Lamù. Il suo gesto, però, non calmerà del tutto gli abitanti di Tomobiki perché il petrolio sequestrato dal tassista a garanzia del suo credito viene restituito sotto forma di pioggia che cadrà insistentemente sulla Terra.
Dopo la brutta figura della sfida, la litigata con Shinobu e l'umiliazione subita in mondovisione, Ataru ha perso ogni interesse nei confronti della ragazza Oni e tenta più volte di riallacciare i rapporti con Shinobu (o comunque di rimorchiare altre ragazze) con il solo risultato di ottenere potenti e dolorose scariche elettriche lanciate da Lamù. Questa situazione andrà avanti fino a quando Shinobu perderà ogni interesse in Ataru come fidanzato e lo pianterà definitivamente cercando una nuova persona da amare. Ciò nonostante Ataru (sempre perseguitato da un'immensa sfortuna che gli fa incontrare gli esseri più strambi della Terra, del mondo degli spiriti e dello spazio), nonostante le dolorose punizioni di Lamù continua a cercare di rimorchiare qualunque ragazza gli capiti a tiro. In questo è aiutato dalla sua capacità di uscire illeso da ferite altrimenti mortali per qualunque altro essere umano: di lui viene detto che "ha la sopravvivenza di uno scarafaggio e il potere curativo di una lucertola". Ataru riesce inoltre a compiere prodezze fisiche degne di un ninja e a bloccare una katana a mani nude.
La storia subisce una svolta quando Lamù, per completare il suo percorso scolastico e stare vicina ad Ataru (che considera come suo marito), si iscrive al Liceo Tomobiki per essere inserita nella classe 2-4, la stessa frequentata dal giovane Moroboshi. L'arrivo dell'aliena non passa inosservato: Ataru, che stava mangiando quando Lamù venne presentata come nuova compagna di classe, rischiò di morire soffocato mentre gli altri ragazzi della classe rimanevano affascinati dalla bellezza della ragazza. Tra tutti, però, Shutaro Mendo è quello che rimane più colpito dalla nuova compagna di classe. Il giovane è il rampollo dei Mendo (la famiglia più ricca del Giappone), cortese e di buone maniere soprattutto verso le ragazze. Shutaro rivolge ben presto le sue attenzioni verso Lamù, causando la rabbia di Shinobu che si è invaghita di lui e sta tentando di conquistarlo. Tra i ragazzi nasce una sorta di "quadrato amoroso" (Ataru-Lamù, Shutaro-Shinobu) non ufficiale, che sarà protagonista di molti dei successivi capitoli del manga e degli episodi della serie televisiva.
Lo stretto rapporto che c'è tra Lamù e Ataru causa le invidie degli altri compagni di classe che, per paura delle reazioni della ragazza, si guardano bene da tentare di convincerla a lasciare Ataru. L'unica eccezione è costituita dagli ammiratori di Lamù (soprattutto Megane) che, quando vedono Lamù e Ataru in atteggiamenti più intimi, non esitano a intromettersi tra i due picchiando Ataru di santa ragione.
Nel corso della storia il rapporto di Ataru con Lamù si evolve: il ragazzo si affeziona sempre di più all'aliena ma non ha la forza di ammettere che le vuole bene e mantiene verso di lei un atteggiamento piuttosto rude e scontroso. I suoi sentimenti vengono allo scoperto soltanto quando Lamù si trova in pericolo: Ataru non esita a mettere a repentaglio la propria vita per salvare la ragazza, giungendo a compiere azioni che paiono impossibili per un comune essere umano. Una volta che il pericolo si è allontanato Ataru torna a comportarsi come un donnaiolo, scatenando nuovamente la rabbia di Lamù.
All'interno dell'opera la trama si sviluppa molto gradualmente: si può parlare di una serie di piccole storie indipendenti (che spesso occupano più di un capitolo del manga) e autoconclusive, che nel loro complesso mostrano l'evoluzione dei rapporti tra i personaggi. Nessuna di queste, però, porta a una svolta decisiva nell'intreccio degli eventi: una volta che si conoscono tutti i personaggi è possibile leggere i capitoli del manga o vedere gli episodi dell'anime in qualsiasi ordine. Molte delle situazioni rappresentate sono uno spaccato della vita e della cultura giapponese, ma sono presenti anche parodie della società contemporanea e del folclore nipponico. Rispetto al manga la serie animata presenta numerose differenze:
- Alcuni personaggi, che nel manga hanno una visibilità limitata, diventano presenze fisse. Tra questi l'esempio migliore è costituito dagli ammiratori di Lamù: Megane, Perma, Kakugari e Chibi nel manga appaiono soltanto nei primi due volumi per essere poi sostituiti da Shutaro, mentre nell'anime hanno un ruolo di co-protagonisti.
- Ten, il cugino di Lamù, nel manga appare soltanto dal settimo volume in poi mentre nella serie è presente già dal terzo episodio. Molte delle storie del manga sono state modificate dai produttori dell'anime per includere questo nuovo personaggio.
- Alcuni personaggi presenti nel manga non sono stati trasposti nella serie. Tra questi il più importante è Kosuke Shirai, il miglior amico di Ataru, che nell'anime viene sostituito da Perma per la maggior parte delle volte.
- Gli episodi, rispetto al manga, hanno vari tipi di trasposizione. Molti sono costituiti da due o più storie unite insieme, ma si trovano anche puntate in cui una singola storia viene estesa con parti create appositamente per raggiungere la durata standard dell'episodio (circa 25 minuti). Storie che nel manga occupano più capitoli sono state condensate in un unico episodio, e alcune puntate non hanno un corrispondente nel manga: sono state interamente create dai produttori della serie.
- L'ordine in cui sono raccontate le storie, di solito, non coincide con quello del manga.

Altre differenze importanti tra il manga e la serie animata riguardano i rapporti affettivi tra i personaggi. Nell'anime Ataru e Lamù si comportano come se fossero fidanzati (se non si tiene conto delle numerose "scappatelle" di Ataru e della riluttanza del giovane a esprimere i suoi sentimenti). I due si ritrovano più volte coinvolti in situazioni romantiche che in un paio di occasioni porteranno i ragazzi a baciarsi. Nel manga invece accade frequentemente che Lamù baci Ataru, ma in situazioni completamente differenti dall'anime. La maggior parte di queste scene nella versione animata sono sostituite da un abbraccio di Lamù a volte seguito da una scarica elettrica.
Anche i rapporti affettivi di Shinobu sono riportati in maniera diversa tra l'anime e il manga. Nel manga, dopo aver tentato di conquistare Shutaro, la ragazza rimane sola per molto tempo fino a quando non conosce Inaba (un ragazzo che indossa sempre un costume da coniglio) e se ne innamora. Nell'anime, Inaba non appare: è presente solo negli OAV e nel quinto film; in questo caso si è dato più spazio alle situazioni in cui Shinobu e Mendo sono in compagnia di Ataru e Lamù lasciando intendere che fossero due coppie di fidanzati.

## Manga
Il manga venne pubblicato a partire dal 24 settembre 1978 sul settimanale antologico Weekly Shōnen Sunday della casa editrice Shogakukan, una delle principali pubblicazioni a fumetti giapponesi. Rumiko Takahashi realizzò il manga mentre era ancora una studentessa universitaria e il suo obiettivo era quello di essere riconosciuta come esponente di una nuova generazione di autori che si lasciavano alle spalle lo stile di disegno imperante negli anni settanta. Inizialmente erano previsti solo cinque episodi, ognuno che presentava personaggi che disturbavano la vita del protagonista con una serie di gag. Lamù infatti non è neppure presente nel secondo numero. L'opera raccolse però un immediato successo: la Takahashi ricevette il premio per il miglior nuovo artista dalla Shogakukan e dopo i primi numeri l'elevato numero di copie vendute diede fiducia all'autrice che assunse due assistenti. Il manga divenne infine uno dei più longevi della prima metà degli anni ottanta, arrivando a contare 195 capitoli e nove anni di serializzazione. Nonostante il pubblico della rivista fosse principalmente maschile questo non impedì al fumetto di ricevere l'interesse femminile e ottenere una certa popolarità anche tra le ragazze.
Le influenze sull'opera si basavano sul folclore e le tradizioni del Sol Levante, dando particolare importanza ad un connubio tra contesto sociale, mitologia e realismo magico. Takahashi non era però chiusa alle influenze occidentali, e nel rapporto Lamù/Ataru inserì elementi di una delle sue serie statunitensi preferite, Vita da strega, una sitcom andata in onda tra il 1969 e il 1972 con Elizabeth Montgomery e Dick York.
Le edizioni giapponesi di Urusei yatsura sono state le seguenti:
- Weekly Shōnen Sunday: venne pubblicato su questo settimanale antologico dal 1978 al 1987, insieme con più di altri 20 titoli. Il manga è composto da storie, generalmente autoconclusive, della lunghezza di 15 pagine, in bianco e nero. Occasionalmente le prime pagine di una storia sono a colori, oppure l'intera storia poteva essere realizzato in duotono. La carta impiegata dai settimanali antologici giapponesi dediti alla serializzazione dei manga è di cattiva qualità, pertanto sono rimaste pochissime copie di questa pubblicazione originale.
- Tankōbon: come per altri manga di successo le storie vennero raccolte e stampate in libretti, che in questo caso raccoglievano 11 capitoli per volta. Complessivamente vennero prodotti 34 volumi. La qualità della carta è decente e ogni volume ha una sovra copertina in plastica a colori.
- Wideban: gradualmente le ristampe dei tankōbon vennero sostituite dai wideban, questi incominciarono a essere pubblicati agli inizi degli anni 1990 verso il decimo anniversario della prima pubblicazione. Ogni numero contiene 25 storie per complessivi 15 volumi, stampati su carta di qualità migliore.
- Bunkoban (edizioni tascabili): di dimensioni intermedie tra i tankōbon e i wideban hanno rimpiazzato questi ultimi a partire dalla fine degli anni '90. L'edizione comprende 18 numeri.
- Shinsoban (nuova edizione): praticamente identica alla tankōbon con copertine diverse, contengono prefazioni di personalità del mondo del manga che parlano di quanto siano stati influenzati da Lamù e questa raccolta di autori viene chiamata "MyLumx34". Fu realizzata a partire dal 2007.
- My First Big: un formato simile ai tankōbon ma stampati su carta di qualità inferiore e con copertine più sgargianti per essere venduti nei negozi aperti 24 ore; sono indirizzati al lettore casuale, piuttosto che al collezionista.

### Edizione italiana
In Italia la prima pubblicazione fu curata dalla Granata Press all'interno del mensile antologico Mangazine. Ogni numero conteneva una singola storia e complessivamente dall'aprile 1991 al marzo 1995 pubblicò i primi 45 capitoli del manga. L'edizione venne quindi trasferita al mensile monografico Manga Classic. Furono stampati 4 numeri di Manga Classic (dal maggio all'agosto 1995) che ristampavano storie già presentate all'interno di Mangazine. L'intento era di stampare tutta la serie in volumi monografici, ma le pubblicazioni vennero interrotte a causa del fallimento della Granata Press.
La Star Comics riprese successivamente il titolo e pubblicò tutta la serie in 48 volumetti monografici dal 1º febbraio 1997 fino al 1º gennaio 2001, nella collana Young (a partire dal numero 34). Una riedizione in 17 volumi di formato più grande (ciascuno corrispondente a due volumetti dell'ultima edizione giapponese, comprensivi delle pagine a colori e delle traduzioni degli articoli di commento) uscì sulla collana Neverland dal settembre 2019 al febbraio 2021.

### Edizione statunitense
Negli Stati Uniti il manga venne pubblicato da Viz Media (una sussidiaria della Shogakukan) a partire dal 1989 in numeri mensili, nel formato standard dei comics americani, ognuno contenente due storie, con il titolo Lum* Urusei Yatsura. Dopo i primi sette numeri la serie venne sospesa e ripresa diversi anni più tardi nella rivista Animerica.
Grazie alla favorevole accoglienza ricevette di nuovo un proprio mensile intitolato The Return of Lum* Urusei Yatsura, ma a circa un terzo del ciclo completo di storie venne di nuovo interrotta nel 1998 e non più ripubblicata (anche se Viz detiene tuttora i diritti per l'edizione inglese).

## Anime

### Prima serie TV

Il protagonista, Ataru Moroboshi; sullo sfondo, il logo originale della serie

La prima serie televisiva venne prodotta da Studio Pierrot (fino al 1984) e da Studio Deen (fino al 1986), assieme a Kitty Films e Fuji Television che l'ha trasmessa, tra il 14 ottobre 1981 e il 19 marzo 1986. Vennero prodotti e trasmessi 195 episodi. Il penultimo episodio della serie, il 194 (o 217 seguendo l'altro conteggio), è la replica dell'episodio più amato dell'intera serie scelto con un sondaggio dal pubblico giapponese: si tratta dell'episodio 44 (o 67) Da quando te ne andasti.
Alcuni episodi della serie non sono tratti da storie presenti nel manga e sono creazioni originali: spesso si discostano anche pesantemente dal consueto tono del manga, soprattutto quelli realizzati quando a capo dello staff c'era Oshii. È molto più frequente il caso di episodi realizzati prendendo spunto dalle storie presenti nel manga, ai quali sono state aggiunte delle parti create appositamente dallo staff per scelta stilistica o per raggiungere la lunghezza di 25 minuti. Frequenti sono anche le omissioni di parti del fumetto negli episodi, anche quando sono stati aggiunti degli spezzoni creati dagli sceneggiatori.
Altre volte l'episodio riflette abbastanza fedelmente la storia del manga, ma viene ambientato in un periodo diverso per renderlo ancor più significativo. Un esempio di questo spostamento nel tempo si ritrova nell'episodio 10 (o 19/20) Un Natale mozzafiato: è tratto dal capitolo 26 del manga, ma nel fumetto la storia è ambientata in un giorno qualsiasi. Spostando la vicenda al giorno di Natale lo staff ha, presumibilmente, voluto esaltare la vena romantica della scena finale della passeggiata solitaria di Lamù e Ataru sotto la neve. In Giappone, dove il Cristianesimo è praticato solo da una minima parte degli abitanti, il giorno di Natale non è una festa religiosa né civile ma viene vissuto un po' come il nostro San Valentino: la giornata in cui si sta con la persona amata.
La storia narrata nell'anime copre solo i tre quarti di quella narrata nel manga. Per quest'ultimo, infatti, sono stati pubblicati ulteriori tankobon per un anno dopo la fine della messa in onda dell'anime. Potendo sfruttare del materiale inedito sono stati realizzati gli OAV e, soprattutto, il quinto film. Quest'ultimo — tratto dall'ultimo volume del manga — riesce a dare un finale alla versione animata dell'opera.
Nella serie sono presenti numerosi riferimenti, in chiave ironico-satirica, alla cultura nipponica (tra cui gli stessi anime, cosa diventata ancora più diretta ed evidente con il passaggio di regia a Yamazaki) e in particolare alle molteplici leggende giapponesi, ma anche alla cultura occidentale e ai suoi costumi, tra cui molte citazioni cinematografiche.

#### Edizione italiana

Francobollo dedicato a Lamù emesso dalle poste giapponesi (2009)

Vi sono incertezze sui dettagli esatti dell'importazione italiana di Lamù: si suppone che sia stata acquistata dalla società Television Broadcasting System (T.B.S.). La data di prima TV in Italia della serie è ugualmente incerta: potrebbe aver esordito nel 1983 su Telecapri, Retecapri e forse su altre emittenti locali che acquistavano i programmi del distributore caprese. Dalla fine del 1983 Telecapri entrò nel circuito Euro TV, che incominciò a trasmettere e replicare stabilmente Lamù a livello nazionale dal 29 gennaio 1984: questa è la più antica trasmissione testimoniata. Da allora l'anime andò in onda anche su altre emittenti locali, su Telecapodistria e sul circuito Junior TV. Complessivamente entro il 1985 vennero trasmessi in prima TV i primi 86 episodi, col titolo Lamù, la ragazza dello spazio: il doppiaggio di questa prima parte della serie era stato eseguito a Roma dallo studio Ricmon Sound. Dopo la chiusura di Euro TV nel settembre 1987, Telecapri aderì alla syndication Odeon TV: il nuovo circuito inizialmente ritrasmise gli 86 episodi già noti, poi dal gennaio 1988 mandò in onda in prima TV altri 43 episodi (dall'87 al 129 della serie originale), col titolo Superlamù, doppiati sempre a Roma presso Video Recording con un cast di doppiaggio diverso.
Da metà degli anni '90 Yamato Video comprò i diritti della serie e la raccolse in VHS ufficiali; pochi anni prima l'azienda milanese aveva già acquistato e doppiato per l'home video i film cinematografici di Lamù. Dal 1999 la società Primetime Animation, in collaborazione inizialmente con Dynamic Italia e poi con Yamato Video, incominciò a ridistribuire la serie a reti locali e circuiti nazionali (fra cui Italia 7 e poi 7 Gold) col titolo Mi hai rapito il cuore, Lamù. Yamato fece ridoppiare a Milano con un cast diverso alcuni episodi del primo gruppo d'importazione di cui non era riuscita ad acquisire dalla T.B.S. l'edizione anni '80. In seguito Yamato Video ripropose tutta la serie in DVD, e per questa occasione, nel 2006, curò il doppiaggio degli ultimi 65 episodi rimasti inediti, eseguito stavolta a Roma con cast ancora differente, anche se vengono recuperate alcune voci storiche della prima tranche di puntate (come i personaggi di Lamù e Sakurambo).
Dal 1º luglio 2010 al 29 settembre 2010 l'ultimo blocco di episodi (dal 130 al 195) è stato trasmesso sul canale Man-ga disponibile su Sky Italia con il titolo Le nuove avventure di Lamù, mentre nel 2011 la serie intera è andata in onda su Anime Gold includendo anche l'ultimo blocco di episodi inediti in chiaro. Nelle successive rimasterizzazioni tutta la serie è stata unificata sotto il titolo Lamù, la ragazza dello spazio.

#### Edizione statunitense
La serie è diventata popolare anche negli Stati Uniti, dove è stata presentata con il titolo originale e con la protagonista chiamata "Lum Invader". Negli Stati Uniti, i diritti della serie sono appartenuti alla AnimEigo dal 4 ottobre 1992 fino al 30 settembre 2011: l'editore ha curato la pubblicazione degli episodi in versione sottotitolata in formato LaserDisc nel 1994 e in formato VHS il 28 giugno 1995. Solo i primi due episodi della serie sono stati pubblicati con il doppiaggio in inglese con il titolo Those Obnoxious Aliens. AnimEigo ha inoltre pubblicato in DVD l'intera serie, in dieci cofanetti usciti dal 27 marzo 2001 al 6 giugno 2006 che contengono un totale di 50 dischi.
I diritti streaming della serie per tutto il mondo al di fuori dell'Asia sono stati acquistati da Sentai Filmworks, che la offre sul suo sito HIDIVE con sottotitoli in inglese, portoghese e spagnolo in variante latinoamericana. In Giappone, invece, la serie è disponibile in streaming sul portale bilibili. In Italia i diritti sono stati acquistati da Yamato Video, che distribuisce la serie in versione sottotitolata dal 4 novembre 2022 sul canale Anime Generation di Prime Video, con il titolo italiano Lamù e i casinisti planetari - Urusei yatsura, e in versione doppiata dal 3 marzo 2023.

### OAV
La serie OAV è stata realizzata da diverse case di produzione: Kitty Films, Studio Deen, Magic Bus e in ultimo Sunrise. Gli OAV adattano capitoli del manga che non sono stati trasposti nella serie televisiva anime. Solo gli episodi 10 e 11 sono dei collage di spezzoni della serie TV. I primi undici sono stati pubblicati in DVD da Yamato Video nel 2007, con un cast differente da quello della serie TV e dai film, doppiati a Milano e trasmessi in prima visione sul canale di Sky Man-Ga dal 14 gennaio 2011 al 13 aprile dello stesso anno. Il dodicesimo OAV è stato prodotto da Sunrise per It's a Rumic World, festival dedicato a Rumiko Takahashi, ed è inedito in italiano.

### Film
Dal 1983 al 1988 sono stati prodotti cinque lungometraggi animati con protagonisti Lamù e gli altri personaggi della serie, l'ultimo dei quali riporta gli eventi tratti dai capitoli finali del manga. Un sesto film è stato pubblicato nel 1991 per celebrare i dieci anni della serie televisiva.
I film sono stati proposti in Italia solo per il mercato dell'home video in varie distribuzioni: dapprima in sei videocassette, successivamente in due cofanetti da tre DVD ciascuno e infine in sei DVD. Tutti i film sono poi stati trasmessi nel 2011 da Man-Ga su SKY.
- Lamù - Only You, uscito nel 1983, diretto da Mamoru Oshii.
- Lamù - Beautiful Dreamer, uscito nel 1984, diretto da Mamoru Oshii.
- Lamù - Remember My Love, uscito nel 1985 diretto da Kazuo Yamazaki.
- Lamù - Forever: La principessa nel ciliegio, uscito nel 1986, diretto da Kazuo Yamazaki.
- Lamù - Boy meets girl: Un ragazzo, una ragazza[17], uscito nel 1988, diretto da Satoshi Dezaki.
- Lamù - Sei sempre il mio tesoruccio, uscito nel 1991, diretto da Katsuhisa Yamada.

### Colonna sonora
L'edizione originale giapponese della prima serie ha avuto un alternarsi di sigle per un totale di sei sigle iniziali e nove finali. Le varie sigle, canzoni e musiche presenti negli episodi dell'anime, negli OAV e nei film di Lamù sono state pubblicate in Giappone su 15 CD musicali.
Le sigle di apertura utilizzate nella prima serie sono:
- Lum no Love Song (ラムのラブソング?), di Yuuko Matsutani (ep. 1-77)
- DANCING STAR, di Izumi Kobayashi (ep. 78-106)
- Pajama jama da! (パジャマ・じゃまだ！?), di Kanako Narikiyo (ep. 107-127)
- CHANCE ON LOVE, di CINDY (ep. 128-149)
- ROCK THE PLANET, di Steffanie (ep. 150-165)
- Tonogata gomen asobase (殿方ごめん遊ばせ?), di Shōko Minami (ep. 166-195)

Le sigle di chiusura utilizzate nella prima serie sono:
- Uchū wa taihen da! (宇宙は大ヘンだ！?), di Yuuko Matsutani (ep. 1-21)
- Kokorobosoi na (心細いな?), di Helen Sasano (ep. 22-43)
- Hoshizora Cycling (星空サイクリング?), dei Virgin VS (ep. 44-54, 65-77)
- I, I, YOU & Ai (Ｉ、Ｉ、ＹＯＵ ＆ 愛?), di Izumi Kobayashi (ep. 55-64)
- Yume wa LOVE ME MORE (夢はＬＯＶＥ ＭＥ ＭＯＲＥ?), di Izumi Kobayashi (ep. 78-106)
- Koi no Möbius (恋のメビウス?), di Rittsu (ep. 107-127)
- OPEN INVITATION, di Cindy (ep. 128-149)
- Every day (エヴリデイ?), di Steffanie (ep. 150-165)
- GOOD LUCK ~ Eien yori ai wo komete (ＧＯＯＤ ＬＵＣＫ ～永遠より愛をこめて?), di Shōko Minami (ep. 166-195)

Le sigle di apertura utilizzate nella seconda serie sono:
- Aiue (アイウエ?), di MAISONdes feat. Minami e SAKURAmoti (ep. 1-11)
- I Wanna Muchuu (アイワナムチュー?), di MAISONdes feat. asmi e Three (ep. 12-23)

Le sigle di chiusura utilizzate nella seconda serie sono:
- Tokyo Shandy Rendez-vous (トウキョウ・シャンディ・ランデヴ?), di MAISONdes feat. Kaf e Tsumiki (ep. 1-11)
- Ai Tarinai (アイタリナイ?), di MAISONdes feat. yama e NITO (ep. 12-23).

#### Sigle dell'edizione italiana (serie del 1981)
Dalla sua prima messa in onda italiana fino alla fine degli anni novanta (e, per quanto riguarda le trasmissioni su Telecapri, anche negli anni successivi) la serie ha avuto come sigla iniziale un brano di cui per lungo tempo sono risultati sconosciuti titolo, autori e interprete, e di cui non esiste alcuna incisione ufficiale. La sigla finale degli episodi consisteva nella base strumentale della medesima canzone. Il brano venne utilizzato anche nelle prime 10 VHS della prima edizione home video pubblicata dalla Yamato, ma poi fu sostituito dalle sigle originali giapponesi, probabilmente per evitare possibili reclami di violazione del copyright da parte degli autori della sigla italiana, che non si erano potuti rintracciare.
Nell'edizione televisiva, il brano misterioso e la sua versione strumentale erano montati sulle videosigle giapponesi di Lum no Love Song e Uchū wa taihen da! (per Lamù, la ragazza dello spazio) e di DANCING STAR e Yume wa LOVE ME MORE (per Lamù, la ragazza dello spazio): in tutti i casi i titoli di testa e di coda rimanevano in lingua originale. Le uniche post-produzioni in italiano riguardavano i titoli della serie e dell'episodio, il cartello del distributore T.B.S. (per Lamù, la ragazza dello spazio) e la segnalazione dello studio Video Recording (per Superlamù), ma non vi era nessuna indicazione relativa al brano musicale. Inoltre, non esistendo una pubblicazione ufficiale di questa sigla, risultano sconosciuti il finale del testo della seconda strofa e la conclusione del pezzo, poiché il taglio televisivo del brano si interrompe sfumando dopo 1'26", alla conclusione del video della sigla stessa. Dal 2007 il brano risulta depositato in SIAE con il titolo Lamù, la ragazza dello spazio e accreditato a Mirko Fabbreschi, cantante della band Raggi Fotonici. Fabbreschi, che non è il vero autore della sigla, né si è mai proclamato tale, ha depositato il pezzo a suo nome poiché l'originale, in seguito a tutte le indagini e ricerche, non risultava registrato in SIAE. Ha inoltre affermato di aver depositato il brano con la speranza che i veri autori possano decidere di farsi avanti, dichiarandosi pronto a cedere loro tutti i diritti se mai dovessero un giorno palesarsi. Questa situazione ha stimolato diversi membri del fandom italiano dell'animazione giapponese a lunghe ricerche sulle circostanze di importazione in Italia di Lamù, al fine di ritrovare i crediti e la versione integrale del brano.
Nei primi mesi del 2020 alcuni fan hanno contattato due fra gli ipotizzati possibili cantanti, Noam Kaniel e Ciro Dammicco, che avevano interpretato altre sigle di cartoni animati nella prima metà degli anni ottanta per il gruppo di Haim Saban e Shuki Levy. Entrambi hanno confermato di aver interpretato il brano, affermando inoltre che era cantato a due voci. Lo stesso Shuki Levy, successivamente contattato via mail, ha confermato di essere l'autore della sigla e di aver registrato la stessa in collaborazione con i succitati cantanti e con l'ausilio del tastierista e arrangiatore Steve Rucker. Tuttavia, una versione integrale del brano resta al momento irreperibile e non è noto se sia sopravvissuta.
Nelle repliche TV ufficiali dal 1999 al 2005 circa, la sigla sconosciuta venne sostituita alternativamente dalle sigle originali giapponesi oppure dal brano Mi hai rapito il cuore Lamù di Stefano Bersola, quest'ultimo posto inizialmente sulle immagini delle sigle originali e poi su montaggi di scene prese dall'anime. Le sigle originali giapponesi sono state mantenute, inoltre, anche in tutte le edizioni VHS (a parte le prime 10 VHS della prima edizione) e DVD (anche se negli extra di tutti i dischi è presente la sigla di Bersola) e in tutte le messe in onda dal 2010 in poi su Man-ga, Anime Gold, Italia 2 e Italia 1.

### Seconda serie TV
Il 31 dicembre 2021 è stata annunciata una nuova serie televisiva di Lamù, che adatta alcuni episodi selezionati tratti dal manga: è prodotta dallo studio David Production e va in onda sul contenitore noitaminA del gruppo di Fuji TV dal 14 ottobre 2022. L'anime è composto da 46 episodi in quattro cour, i primi due dei quali sono trasmessi consecutivamente nel corso di sei mesi.

## Videogiochi
Diversi videogiochi ispirati a Lamù sono stati prodotti e pubblicati solo in Giappone.
| Titolo | Sviluppatore            | Console                      | Data di pubblicazione |
| --- | ----------------------- | ---------------------------- | --------------------- |
| Urusei yatsura (うる星やつら?, Urusei yatsura, lett. "Quei tizi chiassosi") | Bandai                  | Nessuna (gioco elettronico)  | 1982                  |
| Urusei yatsura - Lovely chaser (うる星やつら ラブリーチェイサー?, Urusei yatsura - Raburī cheisā, lett. "Urusei yatsura - Delizioso inseguitore")                                             | Popcom                  | NEC PC-8801, FM-7            | 1985                  |
| Shiken ni deru urusei yatsura (試験に出るうる星やつら?, Shiken ni deru urusei yatsura, lett. "Quei tizi chiassosi (o "quei tizi del pianeta Uru") che appaiono all'esame")                    | Kitty Enterprise        | NEC PC-8801                  | 1986                  |
| Urusei yatsura - Lum no wedding bell (うる星やつら ラムのウェディングベル?, Urusei yatsura - Ramu no wedingu beru, lett. "Urusei yatsura - La campana nuziale di Lum")                        | Jaleco, TOSE            | NES                          | 23 ottobre 1986       |
| Urusei yatsura - Koi no survival party (うる星やつら ～恋のサバイバル・バースディ～?, Urusei yatsura ~Koi no sabaibaru pāchī~, lett. "Urusei yatsura - La festa di sopravvivenza dell'amore") | Micro Cabin             | NEC PC-8801, Sharp X1, MSX 2 | 1987                  |
| Urusei yatsura - Stay with You (うる星やつら ＳＴＡＹ ＷＩＴＨ ＹＯＵ?, Urusei yatsura - Stay with You, lett. "Urusei yatsura - Stare con te")                                                | Hudson Soft             | PC Engine                    | 29 giugno 1990        |
| Urusei yatsura - Miss Tomobiki o sagase! (うる星やつらミス友引を探せ！?, Urusei yatsura - Misu Tomobiki o sagase!, lett. "Urusei yatsura - Cerca la signora Tomobiki!")                       | Yanoman                 | Game Boy                     | 3 luglio 1992         |
| Urusei yatsura - Dear My Friends (うる星やつら ～ディア マイ フレンズ～?, Urusei yatsura ~Dia Mai Furenzu~, lett. "Urusei yatsura - Cari miei amici")                                         | Game Arts               | Sega Mega CD                 | 15 aprile 1994        |
| Urusei yatsura - Endless Summer (うる星やつら エンドレスサマー?, Urusei yatsura - Endoresu Samā, lett. "Urusei yatsura - Estate infinita")                                                    | Marvelous Entertainment | Nintendo DS                  | 20 ottobre 2005       |

## Accoglienza
La popolarità della serie portò gli autori di Star Trek: The Next Generation a citarla nel diciottesimo episodio della seconda stagione, L'avventura del Mariposa: in una scena su un monitor compaiono alcuni nomi di navi spaziali, tra cui vi sono la SS Tomobiki e la SS Urusei Yatsura.
Nel sondaggio Manga Sōsenkyo 2021 indetto da TV Asahi, 150 000 persone hanno votato la loro top 100 delle serie manga e Lamù si è classificata al 61º posto.

### Manga
Lamù ha oltre 35 milioni di copie in circolazione. Takahashi ha affermato che la maggior parte dei fan giapponesi erano studenti delle scuole superiori e universitari. Le cifre massime di lettori della serie erano con i quindicenni, ma la distribuzione dei lettori era sbilanciata verso i maschi più anziani. Ha detto che questo è stato "molto facile" per lei poiché l'età dei lettori era simile alla sua stessa età; Takahashi ha espresso la felicità che le persone della sua generazione apprezzino la serie. Takahashi ha aggiunto di provare delusione per il fatto che Lamù non abbia suscitato molto interesse da parte dei bambini, credendo che la serie potesse essere stata troppo difficile per loro. Credeva che "il manga appartenga fondamentalmente ai bambini, e forse Lamù non avesse le carte in regola per intrattenerli". Il manga ha ricevuto lo Shogakukan Manga Award nel 1980. Nel 1985, il franchise ha generato 10 miliardi di yen nelle vendite di merchandise.
In Manga: The Complete Guide, lo sceneggiatore Jason Thompson ha definito Lamù come "Una combinazione slapstick di elementi di fantascienza, fiabe e storie di fantasmi con un sacco di ragazze carine". Ha anche notato che Lamù è "l'originale ragazza dei sogni otaku". Ha assegnato alla serie quattro stelle su quattro. Graham Higgins di The Independent ha elogiato la serie, scrivendo inoltre che l'esperienza di leggere Lamù è "un po' come passare da un canale all'altro tra The Outer Limits, Neighbors e Star Trek. In un'intervista con Ex.org, Frederik L. Schodt ha espresso sorpresa per la popolarità della versione inglese originale del manga poiché credeva che le differenze culturali sarebbero state un problema.
RightStuf ha scritto che Takahashi eccelle nel creare personaggi che giocano perfettamente l'uno sull'altro e della normalmente "calma [e] innocente", ma irascibile, Lamù funge da meraviglioso contrasto per "l'idiota, lascivo e pigro" Ataru di Lamù.
In una recensione più critica del primo volume, Elias Rosner di Multiversity Comics ha ritenuto che si tratta ovviamente di un'opera di debutto in cui Takahashi non trova il suo appoggio fino al capitolo sei. Ha elogiato la sua grafica chiara, le espressioni facciali e il tempismo comico per la commedia slapstick, ma ha notato una mancanza di sviluppo dei personaggi a causa dei capitoli episodici e ha ritenuto che le battute verbali non si traducessero bene. Gli ha dato un 6,8 su 10 spiegando che "fa un lavoro brillante nell'introdurre l'assurdità del mondo e l'accattivante odio dei suoi personaggi mentre è impantanato dalla natura datata del suo ritratto della lussuria di Ataru, la sua storia fragile e le sue caratterizzazioni semplicistiche".

### Anime
Nel 1982, la serie anime si è classificata al sesto posto nell'Anime Grand Prix votato dai lettori della rivista Animage. L'anno successivo, 1983, salì al quarto posto. Nel 1984, il film Only You è arrivato quinto e l'anime TV sesto. Sebbene la serie TV non sia apparsa nell'Anime Grand Prix del 1985, il film Beautiful Dreamer è arrivato terzo. Nel 1986, l'anime è riapparso al sesto posto e il terzo film Remember My Love ha preso il terzo posto. Nel 1987, la serie è scesa all'ottavo posto. La serie ha ricevuto due premi aggiuntivi come parte dell'Anime Grand Prix. Nel 1982, la sua sigla Lum no Love Song è stata votata come miglior canzone anime. Nel 1983, il sessantasettesimo episodio (Da quando te ne andasti) è stato votato come miglior episodio. Un sondaggio di NHK del 2019 su 210.061 persone hanno visto e nominato Lamù quarto miglior lavoro animato di Takahashi, con Beautiful Dreamer al quinto.
Christina Carpenter di THEM Anime Reviews ha elogiato i personaggi e l'umorismo dell'adattamento anime e ha notato l'influenza che la serie ha avuto su altre serie nel corso degli anni. Carpenter ha riassunto la serie come un "classico giapponese originale e impenitente che guadagna ogni stella che possiamo dare" e ha assegnato alla serie cinque stelle su cinque. In un lungometraggio della serie per Anime Invasion, Helen McCarthy lo ha raccomandato come "il primo, il più fresco e il più divertente" delle opere di Takahashi e per il suo ampio cast, le storie e l'uso come risorsa culturale e storica.
Scrivendo in Anime from Akira to Princess Mononoke: Experiencing Contemporary Japanese Animation, Susan J. Napier ha dedicato diverse pagine alla discussione della serie, considerandola "un'opera pionieristica nel genere delle ragazze magiche". Napier ha messo a confronto la serie con sitcom occidentali come Vita da strega e Strega per amore, evidenziando la loro risoluzione armoniosa al caos rispetto al finale "fuori controllo " di Lamù in ogni episodio. Napier in seguito ha paragonato la serie ad altre serie di fidanzate magiche come Oh, mia dea! e Video Girl Ai. Fred Patten di Watching Anime, Reading Manga: 25 Years of Essays and Reviews ha attribuito alla serie il merito di essere il primo programma a ispirare le traduzioni dei fan. Patten ha anche attribuito alla serie il merito di aver introdotto il fenomeno dell'uso degli anime per pubblicizzare canzoni pop, sostenendo che si trattava di una decisione deliberata di Kitty Films. Scrivendo ulteriormente sulla serie per il sito web Cartoon Research, Patten ha notato che la serie era rivolta agli adulti che potevano acquistare la propria merce, invece di essere sovvenzionati dalle vendite di giocattoli come molti altri spettacoli dell'epoca. Come Napier, Patten ha paragonato la serie a Vita da strega, ma anche alla serie a fumetti Sabrina, vita da strega.